# Wisselward
Wisselward ist ein Stadtteil von Kalkar im Kreis Kleve in Nordrhein-Westfalen. Bis 1969 war Wisselward eine eigenständige Gemeinde.

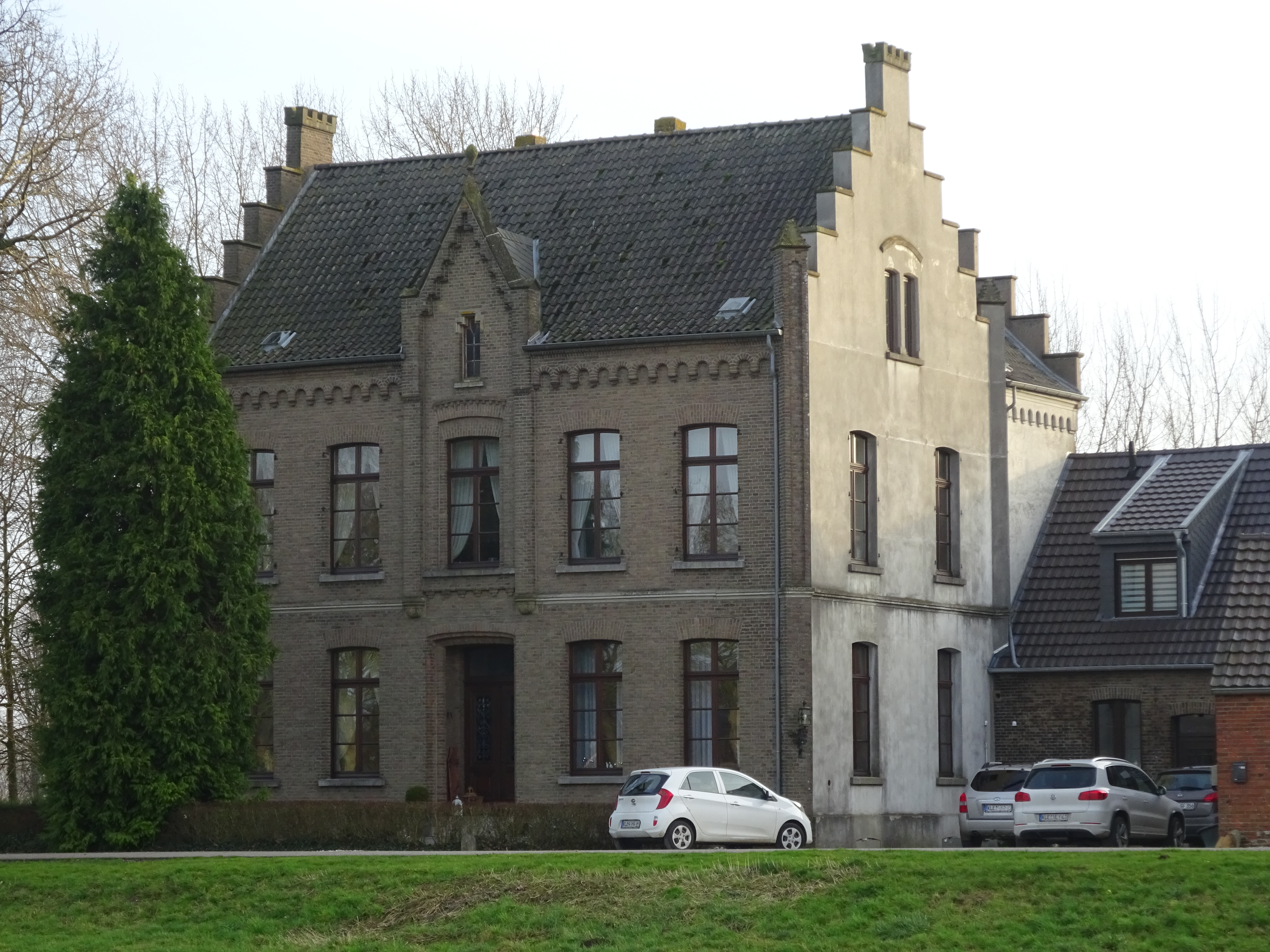
Griether Straße 209

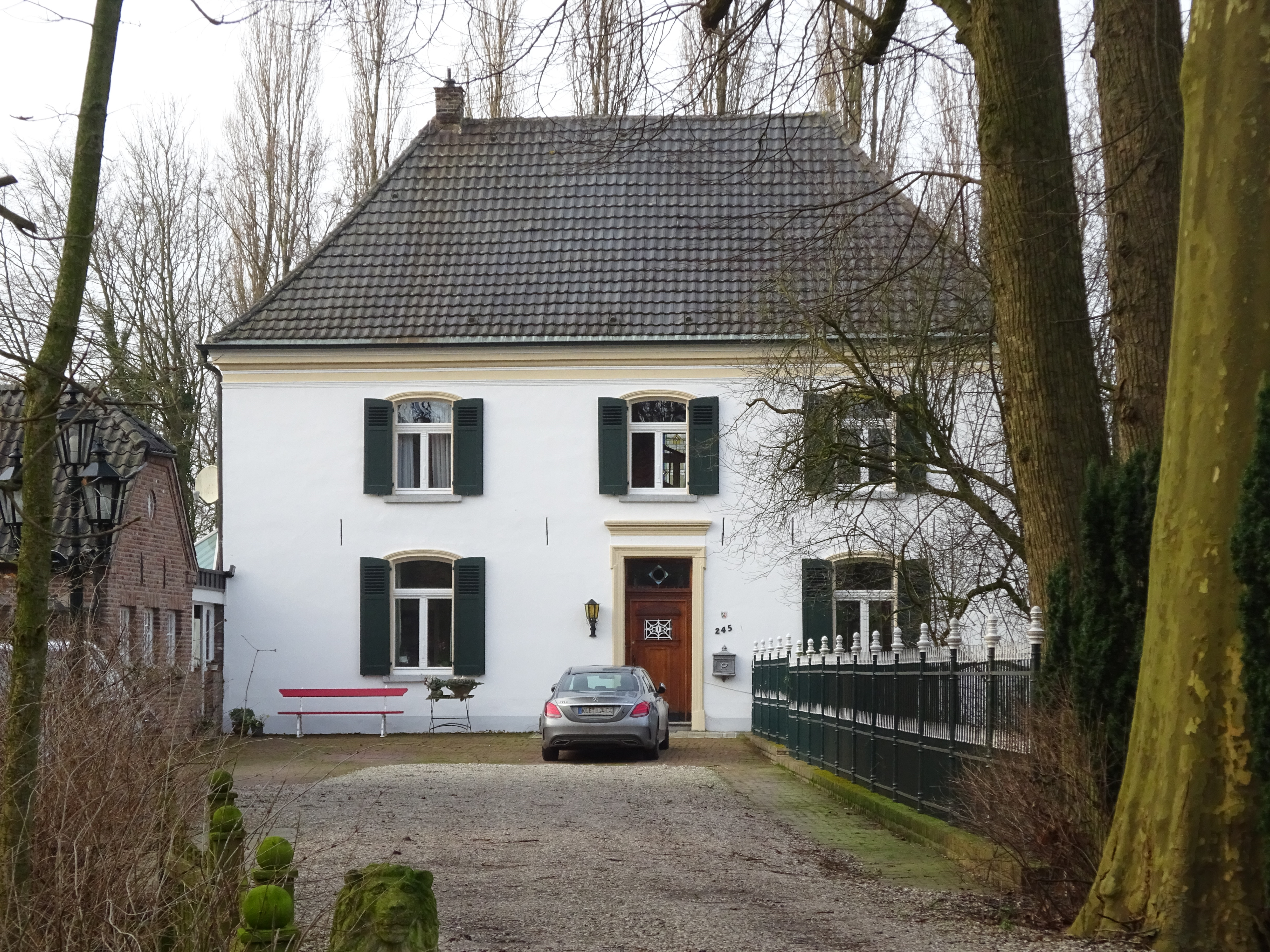
Haus Wardenstein

## Geographie
Wisselward ist aus seiner alten Bauerschaft hervorgegangen und eine nur aus wenigen Höfen bestehenden landwirtschaftliche Streusiedlung. Das Gebiet von Wisselward wird im Norden vom Kalkarer Stadtteil Grieth, im Osten vom Rhein, im Süden vom Kalkarer Stadtteil Hönnepel und im Westen vom Wisseler See begrenzt. Die ehemalige Gemeinde Wisselward besaß eine Fläche von 3,5 km².

## Geschichte
Seit dem 19. Jahrhundert bildete Wisselward eine Landgemeinde in der Bürgermeisterei Grieth (seit 1935 Amt Kalkar) im Kreis Kleve im Regierungsbezirk Düsseldorf. Am 1. Juli 1969 wurde Wisselward durch das Gesetz zur Neugliederung des Landkreises Kleve in die Stadt Kalkar eingegliedert. Gemäß der Hauptsatzung der Stadt Kalkar bildet Wisselward einen Stadtteil der Stadt Kalkar.

## Einwohnerentwicklung
| Jahr | Einwohner | Quelle |
| ---- | --------- | ------ |
| 1832 | 68        | [ 5 ]  |
| 1861 | 100       | [ 3 ]  |
| 1871 | 90        | [ 6 ]  |
| 1885 | 85        | [ 7 ]  |
| 1910 | 86        | [ 8 ]  |
| 1925 | 88        | [ 2 ]  |
| 1939 | 93        | [ 9 ]  |
| 2018 | 42        | [ 1 ]  |

## Baudenkmal
Das Haus Griether Straße 209 sowie das Haus Wardenstein in der Grietherstraße 245 stehen unter Denkmalschutz.